# Perméabilité à l'air du papier
En papeterie, la perméabilité à l’air du papier est définie par la série des normes ISO 5636 comme « le débit d’air moyen qui traverse une unité de surface sous une unité de différence de pression en une unité de temps, dans des conditions spécifiées ». Elle est exprimée en centimètres cubes par mètre carré pascal seconde : cm3 m−2 Pa−1 s−1 ou bien en µm Pa−1 s−1.
Dans le langage papetier, la perméabilité est souvent nommée « porosité ». Il ne faut pas mélanger ces deux caractéristiques car elles n’expriment pas les mêmes grandeurs. En effet la porosité correspond au volume des pores par rapport au volume total du matériau. C’est en fait le volume de « vide » pour une unité de volume de la feuille de papier.
Il existe différentes méthodes de mesures de cette caractéristique. Les parties suivantes présentent succinctement les principales. Chaque mesure peut être convertie en perméabilité intrinsèque du matériau, ici le papier.
En utilisant la loi de Darcy, on peut déduire la valeur de la perméabilité : 
Perméabilité = Débit d’air traversant le papier / (Surface × Différence de pression)  en ml/ min

## Bendtsen
La mesure de la perméabilité à l’air d’un papier selon la méthode Bendtsen est décrite dans la norme ISO 5636-3.
Le principe consiste à mesurer un débit d’air traversant le papier à une différence de pression constante. Le papier est tenu par une tête de mesure constituée d’une couronne plane et d’un joint. L’aire de mesure est de 10 cm2 et la différence de pression de 1,47 kPa. La mesure est valable pour des perméabilités de 0,35 à 15 cm3 m−2 Pa−1 s−1).
Une première façon d'exprimer le résultat peut simplement être le débit d'air en cm3/min (ou en ml/min).
C'est la perméabilité Bendtsen.
Expression des résultats en cm3 m−2 Pa−1 s−1 :
Perméabilité = Débit d’air traversant le papier (cm3/min) / [(Surface (0,001 m2) × Différence de pression (1 470 Pa) × 60 )]
Soit : Perméabilité = 0,0113 × Débit d’air traversant le papier (cm3/min)
Plus la valeur est élevée et plus le papier est perméable à l’air.

## Vase de Mariotte
La mesure de la perméabilité à l’air d’un papier selon la méthode du vase de Mariotte est décrite dans la norme NF Q 03-075.
Le principe consiste à mesurer un volume d’air traversant le papier à une différence de pression entre les deux faces constante. Cette différence de pression est créée et maintenue constante grâce à un vase de Mariotte. Il faut choisir une durée d’essai telle que l’erreur de lecture soit la plus faible. L’aire de mesure est de 10 cm2 et la différence de pression de 1 kPa ou 2,5 kPa. La mesure est valable pour des perméabilités de 10-2 à 102 cm3 m−2 Pa−1 s−1
Expression des résultats en cm3 m−2 Pa−1 s−1 :
Perméabilité = Volume d’air traversant le papier (cm3) / ( Surface (m2) × Différence de pression (Pa) × Durée de l’essai (s) )

## Shefflield
La mesure de la perméabilité à l’air d’un papier selon la méthode Sheffield est décrite dans la norme ISO 5636-4.
Le principe est de mesurer un débit d’air traversant l’échantillon à une différence de pression constante, choisie faible. Le papier est maintenu entre deux joints en caoutchouc. L’aire de mesure est de 283,5 mm2 (avec possibilités d’avoir une aire de : 71 mm2 ou 1 135 mm2 ou 2 550 mm2 ou 4 540 mm2) et la pression de l’air envoyé de 10,3 kPa. La mesure est valable pour des perméabilités entre 0,02 et 25 µm Pa−1 s−1. Cette mesure ne s’applique pas aux surfaces rugueuses et aux papiers crêpés ou ondulés.
Expression des résultats en µm Pa−1 s−1 :
Perméabilité = 1,62 × Débit d’air traversant (mL/min) / Aire de mesure (mm2)

## Gurley
La mesure de la perméabilité à l’air d’un papier selon la méthode Gurley est décrite dans la norme ISO 5636-5.
Le principe est de mesurer un temps pour qu’un volume d’air passe à travers le papier. On calcule ensuite la perméabilité. Le volume d’air traversant est en fait comprimé par une masse flottante dans un liquide (huile). L’aire de mesure est de 6,42 cm2 et la différence de pression de 1,23 kPa. La mesure est valable pour des perméabilités comprises entre 0,1 et 100 µm Pa−1 s−1. Cette mesure ne convient pas aux papiers rugueux (crêpés par exemple).
Expression des résultats en µm Pa−1 s−1 :
Perméabilité = 1,27 × Volume chronométré (mL) / Temps chronométré (s)
Une autre façon d'exprimer la perméabilité Gurley peut être simplement d'indiquer le temps moyen en secondes ,nécessaire au passage de 100 ml d'air. L'unité est alors : ml/100cm3.